# いびつ
『いびつ』は、岡田和人による日本の漫画。秋田書店発行の漫画雑誌『ヤングチャンピオン』（第2第4火曜日発売）にて、2010年NO.8から2013年NO.3まで連載。単行本は全7巻が秋田書店（ヤングチャンピオンコミックス）から刊行されている。
なお、2016年から連載が開始された「ぱンすと。」には、その後の世界観として高校や、アダルトショップ『ファンシー』、二人が住んでいた家が登場する。
2013年に映画化された。

## あらすじ
アダルトショップ『ファンシー』に勤務する柿口啓吾は、電車で女子高生・森高円に痴漢と疑われて、彼女に弱みを握られてしまう。そんな円が、何故か半ば強引に啓吾の自宅に転がり込み、2人の“いびつ”な同居生活が始まった。

## 登場人物
柿口 啓吾（かきぐち けいご）
本作の主人公。アダルトショップ『ファンシー』に勤務する青年。22歳。童貞。背が低く童顔なため、子供と間違われやすい。
理想の身体を求めて、日々人形製作に没頭している。人と接することが苦手。ネットでは「オナホ王子」として有名。
森高 円（もりたか まどか）
本作のヒロイン。華奢なプロポーションと長い黒髪を持つ女子高生。2年3組在籍。17歳。容姿は良いが、歪んだ性格でサディスティックな性癖を持つ。
柿口を痴漢と誤解している。両親は離婚しており、家族を含め他人とは一切関わろうとしない。家出をして、半ば強引に柿口の自宅へ押しかける。
東との仲を誤解したメグに、顔に硫酸をあびせかけられ、入院。その後、母親によって強制的に柿口の家から退去させられる。退院後は、柿口を探しに行く途中で電車事故に遭った。
アケミ
『ファンシー』のオーナー。様々な職歴がある模様。柿口に多大の期待をしている。
元さん（もとさん）
浪漫倶楽部第37代部長。前作『すんドめ』から引き続いて登場。相変わらずのアナルマニア。なんだかんだ理由をつけて店の商品をタダで持っていく。
ヒロシ
円の同級生。円に言い寄る。
東（あずま）
『ファンシー』の客で、円の高校の臨時教師。生徒からは「さわやかくん」と呼ばれている。円に興味を持ち、近付く。
太田 メグ（おおた メグ）
円の親友。東に心惹かれている。
保谷（ほうや）
柿口の人形作り仲間。
黒毛（くろげ）
柿口の人形作り仲間。愛車はアルファロメオ・155。「確かに 確かに」が口癖。

## 書誌情報
- 岡田和人 『いびつ』 秋田書店〈ヤングチャンピオンコミックス〉、全7巻
  1. 2010年8月20日発売 ISBN 978-4-253-15083-5
  2. 2011年2月18日発売 ISBN 978-4-253-15084-2
  3. 2011年7月20日発売 ISBN 978-4-253-15085-9
  4. 2011年12月20日発売 ISBN 978-4-253-15086-6
  5. 2012年5月18日発売 ISBN 978-4-253-15087-3
  6. 2012年10月19日発売 ISBN 978-4-253-15088-0
  7. 2013年3月19日発売 ISBN 978-4-253-15089-7

## 映画
2013年2月2日公開。

### キャスト
- 森高 円：駒谷仁美
- 柿口 啓吾：石田政博
- カオリ：佐藤あずさ
- 山内秀一
- アケミ：範田紗々
- 元さん：ダンディ坂野（友情出演）
- 円の父：中西良太（友情出演）
- 円の母：山下容莉枝

### スタッフ
- 原作：岡田和人『いびつ』（秋田書店刊）
- 監督・脚本：森岡利行
- 製作：酒匂暢彦、大橋孝史
- プロデューサー：岡良亮、上野境介
- 撮影：工藤哲也
- 編集：和田剛
- 音楽：野島健太郎
- 助監督：永江二朗
- 制作プロダクション：キャンター
- 配給・宣伝：チャンスイン、キャンター
- 製作会社：チャンスイン、ジョリー・ロジャー